# Juan de Ruela
Juan de Ruela (auch Juan de Roelas oder Juan de las Roelas, * um 1570 in Flandern; † 23. April 1625 in Olivares bei Sevilla) war ein aus Flandern stammender Maler. Er war – soweit seine künstlerische Laufbahn dokumentiert ist – in Spanien tätig, wo er eine wichtige Rolle im Übergang vom Manierismus zum Barock spielte.

## Leben
Die Nachrichten über das Leben von Juan de Ruela sind spärlich vorhanden und/oder ungewiss. Viele bis dato geltende Annahmen bezüglich seiner Biographie, den Geburtsort Sevilla eingeschlossen, wurden im Jahr 2000 widerlegt, als María Antonia Fernández del Hoyo, eine spanische Kunsthistorikerin, nachwies, dass dessen frühe Biographen den Maler mit einem zeitgenössischen, in Sevilla gebürtigen Karmeliten gleichen Namens verwechselt hatten. Aus Notariatsakten ermittelte sie, dass der Maler Juan de Ruela nicht aus Sevilla, sondern aus Flandern stammte. Mit der Aufklärung der Verwechslung entfiel ein Großteils des „Wissens“ zur Biographie des Künstlers; die wenigen Hinweise in den Quellen machen es schwer, seinen Lebensweg nachzuzeichnen.
Bekannt ist, dass Juan de Ruela im Jahre 1598 in Valladolid an den Gedenkfeiern nach dem Tod von König Philipp II. von Spanien beteiligt war und dass er an der Gestaltung von dessen Grabdenkmal mitwirkte. Er blieb bis 1604 in Valladolid, als er von Gaspar de Guzmán, Graf von Olivares, bzw. von dessen Vater, Enrique de Guzmán, eine Pfründe oder einen Gnadenbrief (favor) empfing. Am Stammsitz dieser Familie, im Städtchen Olivares bei Sevilla, malte de Ruela mehrere große Altarbilder für Kirchen in Olivares sowie für Kirchen in und um Sevilla. Offenbar wechselte de Ruela später von Andalusien nach Madrid, in der Hoffnung, dort eine Stellung als Hofmaler zu erhalten. Als dieses Bemühen scheiterte, kehrte er nach Olivares zurück, wo er im Jahre 1625 starb.

## Kunstgeschichtliche Bedeutung
Juan de Ruela gilt als eine Schlüsselfigur in der Entwicklung der Malerei in Sevilla, vor allem in den Jahren vor dem Auftreten von Zurbarán, Cano, Herrera, de Castillo, Murillo und Leal.
Die beiden letztgenannten Künstler wurden durch de Ruela vielfach beeinflusst, sowohl hinsichtlich der Motive, der  Bildkomposition wie der Maltechnik. Grundlegend war auch die Art und Weise, wie er dem Naturalismus der frühen spanischen Barockmalerei den Weg wies, wenn er etwa Szenen aus dem Alltagsleben in seine Gemälde zu biblischen Geschichten und Heiligenlegenden einflocht. Diese Verbindung von Religiösem und Alltäglichem wurde ein Kennzeichen der Sevillaner Malerschule und fand ihre Vollendung im Werk Murillos.

## Hauptwerke (Auswahl)
- Ein Altar mit der heiligen Familie, der Geburt Christi und der Anbetung der Könige in der Universitätskirche von Sevilla
- Der Apostel Jakobus in der Schlacht von Clavijo in der Kathedrale von Sevilla
- Der Tod des St. Isidor in der Kirche San Isidoro in Sevilla

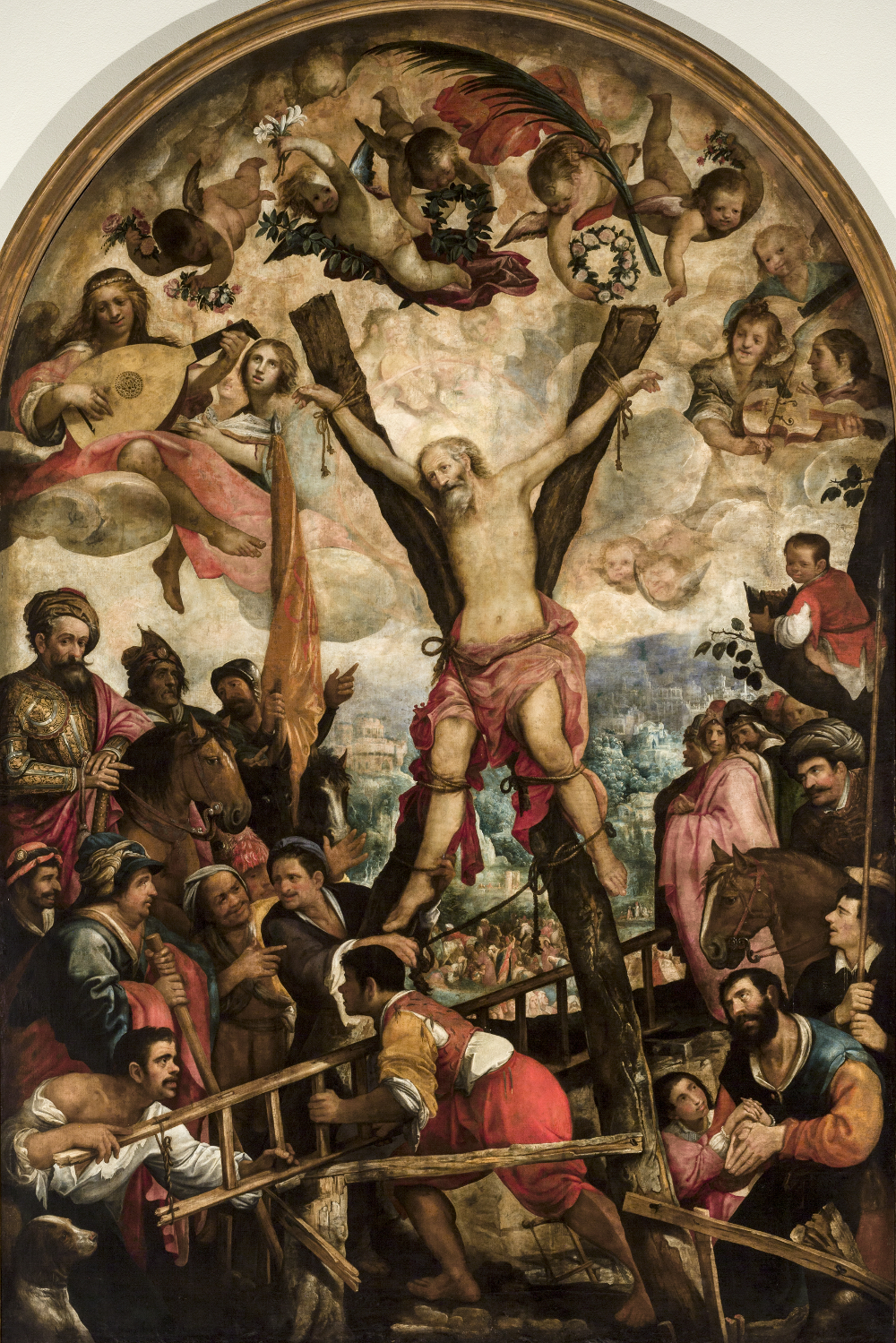
Das Martyrium des Apostels Andreas
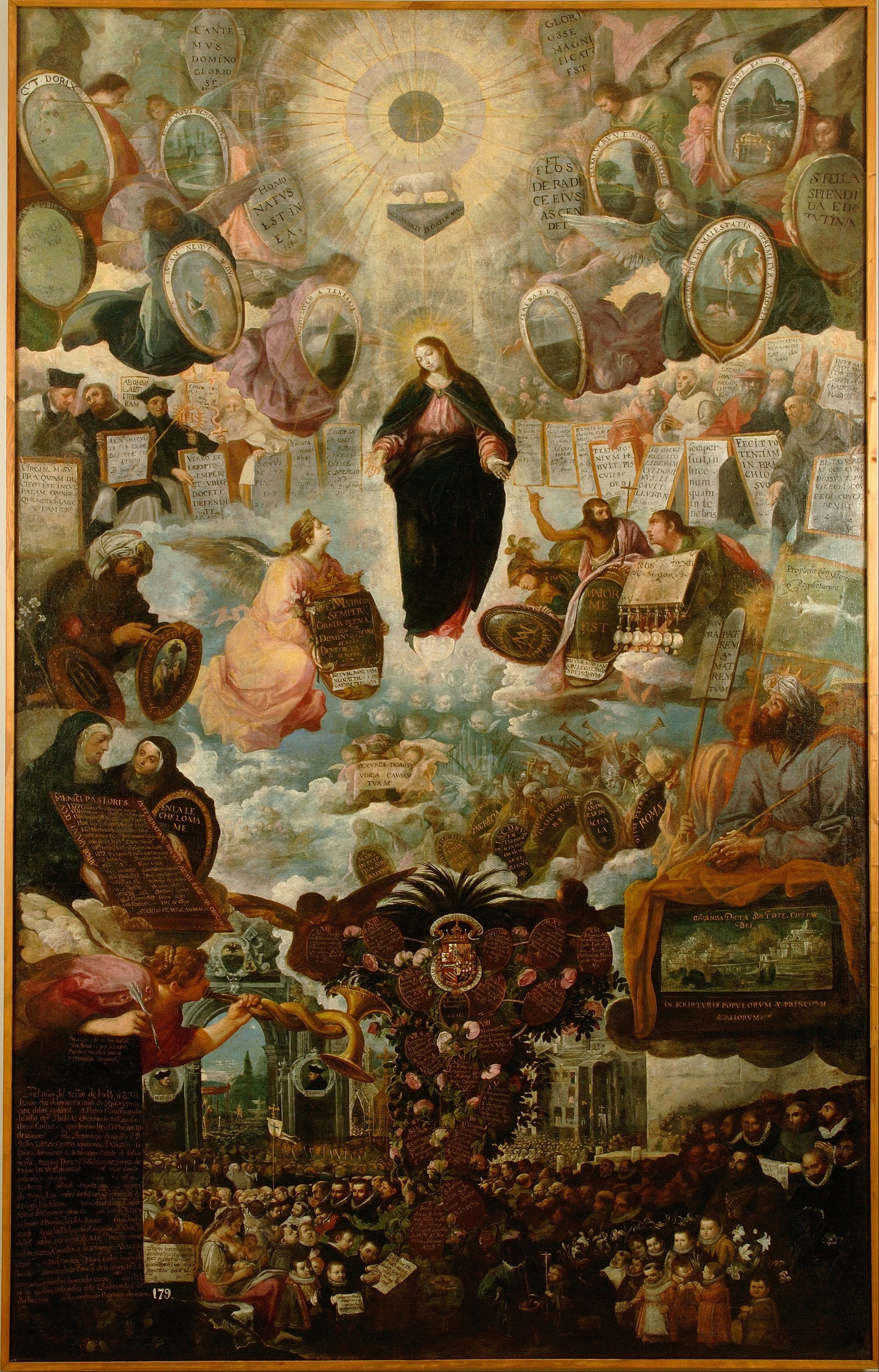
Allegorie der Unbefleckten Empfängnis
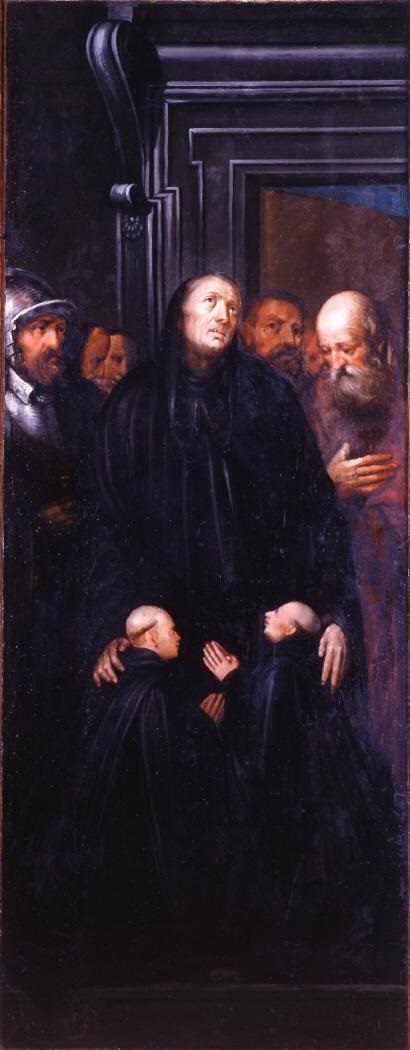
Der hl. Benedikt
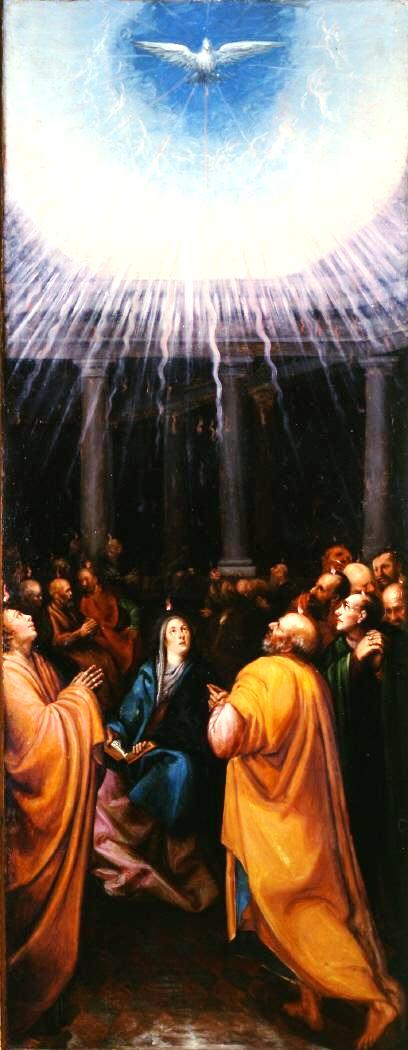
Pfingsten